# ヴァンガードTV
『ヴァンガードTV』（ヴァンガードティービー）は、2011年1月9日から9月25日まで、BSジャパンで毎週日曜10:00 - 10:30（JST）に放送されたゲーム情報番組。
本項目では、本番組と同様に『カードファイト!! ヴァンガード』を取り扱ったゲーム情報番組群についても、併せて詳述するものとする。

## 概要
ブシロードから展開されているカードゲーム『カードファイト!! ヴァンガード』、およびそれを原作とするテレビアニメシリーズの情報全般を伝える番組。
番組内では、ヴァンガードキッズがクイズに正解するなどといった条件でヴァンガードポイント（以下、VP）と呼ばれる得点を獲得することを目的とし、トップになるとウルトラヴァンガードポイント（以下、UVP）が1ポイント獲得できる。このUVPを一定以上獲得すると、ヴァンガードの地区大会に出場できるようになる。合言葉は「ライド・ザ・ヴァンガード!」で番組の終わりを締める。番組開始当初はヴァンガードについての様々な取材も行われ、ヴァンガードのイメージキャラクターを担当しているBREAKERZのDAIGOがナビゲーターを務めていた。その他、詳細な番組内容については後述の「コーナー」節も参照。

### 後継番組
本番組は前述の通り3クールのみの放送であるが、その後も番組内容のリニューアルや放送形態の変更などを伴いつつ、以下の通り後継番組が2025年時点まで断続的に放送されている。
- 『ヴァンガ道』（ヴァンガロード）
  - 2011年10月2日 - 2012年3月25日、2013年4月6日 - 12月28日[注 1]
- 『ヴァンガードTV2』（ヴァンガードティービーツー）
  - 2012年4月7日 - 2013年3月30日[1]
- 『ヴァンガードTV TRY』（ヴァンガードティービートライ）
  - 2014年1月6日 - 3月31日（地上波）/ 2014年1月11日 - 10月18日（BS）[注 2]
- 『ヴァンガードスタジアム』
  - 2014年10月25日 - 2015年3月28日
- 『サタデーヴァンガード1030』
  - 2015年9月17日 - 2016年3月26日
- 『ENJOY!ヴァンガろうTV』
  - 2024年4月27日 - 6月29日、2024年10月19日 - 2025年1月4日、2025年4月26日 - 6月28日

上記の各番組のうち、『ヴァンガードTV2』と『ヴァンガードTV TRY』の第2クール以降、それに『ヴァンガードスタジアム』と『サタデーヴァンガード1030』は本番組と同様にBSジャパンのみでの放送とされ、『ヴァンガ道』は地上波（テレビ東京発・系列6局ネット）にて放送。また、『ヴァンガードTV TRY』の第1クールと『ENJOY!ヴァンガろうTV』は地上波・BSで並行しての放送とされているが、前者はBSでの放送局がBSジャパンであったのに対し、後者はBS日テレとされている。スポンサーも『ヴァンガードTV』時代にはブシロードとGREE（提供クレジットには未表記）であったのが、『ヴァンガ道』（第1期）および『ヴァンガードTV2』ではブシロードの一社提供、『ヴァンガ道』（第2期）からはブシロードを筆頭とした複数社提供と変遷を重ねている。
番組内でのルールも、『ヴァンガ道』へのリニューアルに際して若干の改定が行われ、全コーナーを通して1番ヴァンがった（がんばった）チームを、DAIGOが独断で決め、そのチームにVPが加算され期間中に1番VPをためたチームにご褒美が施行される。

## 出演者

### 司会者
括弧内は文字多重放送で表示される色。
橘田のみ全番組に出演。
- 橘田いずみ（戸倉ミサキ役）

『ヴァンガードTV』、『TV2』、『ヴァンガ道』（第2期）に出演（『ヴァンガ道』〈第2期〉では水色）。
- 森嶋秀太（新田シン役）

『ヴァンガ道』、『ヴァンガードTV TRY』に出演。
セイン以外は第1期、第2期通して出演。
- DAIGO（『ヴァンガ道』〈第2期〉では黄色）
- 岡田圭右
- セイン・カミュ
- 三森すずこ（コーリン役）
- チャーリー西村

『ヴァンガ道』、『ヴァンガードTV2』出演
- セイン・カミュ
- 晴香葉子
- ニコラス・エドワーズ

解説
- ドクター・O（『ヴァンガ道』〈第2期〉では桃色）

ヴァンガードに人生をささげた男
当初は登場時のポーズをスルーされていたが、後には拍手を貰えるようになった。
『ヴァンガ道』（第1期）ではコーナー出演のみ。

### ヴァンガードキッズ
『ヴァンガードTV』、『ヴァンガ道』に出演。
- 菊池宇晃

『ヴァンガードTV』、『ヴァンガ道』（第1期、第2期）に出演。
- 渡邉賢一
- 堀切拓海

『ヴァンガードTV』のみに主演。
- 原里杏

『ヴァンガ道』（第1期）のみに出演。
- 穂刈ななみ

『ヴァンガードTV2』のみに出演。
- 貴島康成
- 城田サクラ
- 大邑颯斗

『ヴァンガ道』（第2期）に出演。
- 大村恋美
- 古口貴子

### パートナー
『ヴァンガ道』に出演。
- 村上友梨
- てんちむ
- 紗綾
- 栗田恵美
- 原田まりる
- 浦えりか
- 青明寺浦正

### チャレンジリーダー
『ヴァンガードTV』のみ出演。
- 滝沢秀一
- 西堀亮

屋内、屋外ロケーション担当としてVTRに登場。
2月20日から3月13日放送分までは森嶋が武者修行で欠席したため橘田と一緒にMCを務めた。

### ナレーション
全番組担当。
- ドン・エビータ

### ヴァンガード武者修行
『ヴァンガードTV2』のみ出演。
- 寺川愛美（スイコ役）

### 特別ゲスト
『ヴァンガードTV TRY』に出演。
- 代永翼（先導アイチ役）
- 佐藤拓也（櫂トシキ役）
- 阿部敦（雀ヶ森レン役）

### ヴァンガード調査隊
『ヴァンガードTV TRY』に出演。
※紗綾と小池は不定期交互出演、第29回、第30回はイベントのため橘田欠席。
- 美咲アヤカ（2014年1月6日 - 10月18日）
- 紗綾（2014年1月6日 - 2月24日〈第8回〉、5月3日〈第17回〉 - 5月31日〈第21回〉、7月5日〈第26回〉 - 7月26日〈第29回〉）
- 小池里奈（2014年3月3日〈第9回〉 - 4月26日〈第16回〉、6月7日〈第22回〉 - 6月28日〈第25回〉）

## 主題歌
『ヴァンガードTV』と『TV2』（2012年6月まではアニメの1期オープニング / エンディング）および『ヴァンガ道』（第1期）と同じ。なお、『TV2』からは2012年7月から2013年3月まではアニメの2期オープニング / エンディングとともに変更。また、2013年4月からは『ヴァンガ道』（第2期）からはアニメの3期オープニング / エンディングとともに変更。
オープニングテーマ
2011年1月9日 - 2012年6月30日
「Vanguard」
作詞・作曲 - 影山ヒロノブ / 編曲 - 安瀬聖 / 歌 - JAM Project
2012年7月7日 - 2013年3月30日
「LIMIT BREAK」
作詞 - 影山ヒロノブ・きただにひろし / 作曲 - 影山ヒロノブ / 編曲 - 鈴木マサキ / 歌 - JAM Project
2013年4月6日 - 9月28日
「Vanguard Fight」
作詞・作曲 - YOFFY / 編曲 - 大石憲一郎 / 歌 - PSYCHIC LOVER
2013年10月5日 - 2014年10月18日
「無限∞REBIRTH」
作詞・作曲・歌 - DAIGO / 編曲 - 宅見将典
エンディングテーマ
2011年1月9日 - 2012年6月30日
「ダイヤモンドスター☆」
作詞 - こだまさおり / 作曲・編曲 - 関野元規 / 歌 - 麻生夏子
2012年7月7日 - 2013年3月30日
「Fighting Growing Diary」
作詞 - こだまさおり / 作曲・編曲 - 山口朗彦 / 歌 - 麻生夏子
2013年4月6日 - 9月28日
「ENDLESS☆FIGHTER」
作詞 - 中山真斗 / 作曲 - 上松範康 編曲 - 菊田大介 / 歌 - ウルトラレア（南條愛乃、三森すずこ、寺川愛美）
2013年10月5日 - 2014年10月18日
「Ride on fight!」
作詞 - 小田倉奈知 / 作曲 - 太田雅友 / 編曲 - EFFY / 歌 - ミサキ（橘田いずみ）&コーリン（三森すずこ）

## コーナー

### 『ヴァンガードTV』でのコーナー
おさらい問題
オープニングで行われる復習クイズ。前週から出題される。
ドクターOのHOW TO Vanguard
ドクターOがアニメ『ヴァンガード』のルールを解説するコーナー。
チャレンジ!! ヴァンガードキッズ
真のヴァンガードファイターになるためにキッズ4人が体を張ったチャレンジを行う。ここではマシンガンズが進行する。
HOW TO ヴァンガード レベルアップコース
カードの使い方をマスターするコーナー。アニメの映像が使用されるため「てれびをみるときは へやをあかるくして はなれてみてね」の注意テロップが出る。
ヴァンガードアニメクイズ
過去の放送からの1シーンを見てクイズに答える。3問出題され、最多正解者には1VPが加算される。
出題の1問目冒頭に本アニメの放送時間がテロップで出され、「※BSジャパンでは放送していません」のお断りテロップも合わせて出されている。
本日のおさらいテスト
最終問題。今回の放送内から出題される。正解者には1VPが加算。
ボーナスチャレンジ
その週にトップになったヴァンガードキッズがカードゲーム界の強者とカードファイトを行うエンディングコーナー。勝利するとUVPが2倍になる。初期は木谷高明が対決していた。
2011年4月24日までは「貴公子」に扮した森嶋（シルクハットとバラ）が、5月1日から5月22日までは「女王」に扮した橘田（黄色い扇子）、5月29日からは「侍」に扮した森嶋がキッズと対戦している。なお、2人とも仮面を付けている。
8月7日放送回からは視聴者がキッズと対戦する形式に変更された。

### 期間限定コーナー
最強を目指して森嶋の挑戦 ヴァンガード武者修行
2011年2月20日放送分 - 3月13日放送分まで、全4回にわたって放送。ヴァンガードを世に広めるため、そして一流のカードファイターを目指して森嶋がカードショップを巡り一般人と対決していく。

### 『ヴァンガ道』（第1期・第2期）のコーナー
セインカミュの『レッツ・ヴァンガリッシュ！』
セインカミュが、ヴァンガードや日常に関する英語を教えてくれるコーナー。
三森すずこの『ヴァンガードアニメクイズ』
『ヴァンガードTV』の同名コーナーと同じ内容だが、問題は1問のみ。『ヴァンガ道』へのリニューアル後は、シーンクイズだけではなく映像間違い探しや、アイドル限定の主題歌穴埋めクイズなどが出題されることもあった。
チャーリー西村の『ヴァンガリッシュ実験室！』
チャーリー西村が科学の力を使った身近な物を使ってできる実験を紹介するコーナー。
ドクター・オーの『ファイト・ザ・ヴァンガード』
『ヴァンガードTV』の「ドクターOのHOW TO Vanguard」に相当するコーナーで、ヴァンガードの基礎を学んでいく。その直後にキッズとアイドルによる対戦コーナーがある。
晴香葉子の『お姫様の心理学』
お姫様がヴァンガードのカードを使ったさまざまな心理テストを行うコーナー。
体育会系ヴァンガ道
『ヴァンガードTV』でいう所の「チャレンジ!! ヴァンガードキッズ」に当たる企画で、ここではアイドルが司会進行を行う。
ヴァンガれ! ストレッチ体操
ヴァンガードの基本となっている体操。
じまざつ〜学校で自慢できる雑学の時間〜
このコーナーは雑学を学ぶコーナー。
学びなサイエンス!!
このコーナーは毎週、ためになる実験をしていくコーナー。
みにヴぁん
ショートアニメ。

### 『ヴァンガードTV2』のコーナー
ヴァンガードアニメクイズ
間違え探しや5ヒントクイズなど。
ヴァンガード武者修行
寺川愛美が全国のカードショップに行きカードファイトするコーナー。寺川には最初にトライアルデッキ4種（聖域の光剣士、帝国の暴竜、黄金の機兵、桜花の姫巫女）が支給され、さらに店に入った際に回せるルーレットで入手したパック（最大5パック。なお、ルーレットにはトライアルデッキ1セットとハズレも存在）を組み合わせデッキを製作しファイトを行う。なお、2012年6月の名古屋編より勝ち越ししなかった場合、おしおきが実行されるという追加ルールが発表された。
後にクイズコーナーの1つとなり、視聴者と寺川どちらが勝つかをキッズが予想する。
4月「北海道編（通算成績4勝4敗）」
5月「神奈川・横浜編（通算成績5勝5敗）」
6月「名古屋編（通算成績4勝5敗※初の負け越し）」
面白イングリッシュ
英語を使ったコーナー。カード名カルタや地上波『ヴァンガ道』であった「ヴァンガードじゃんけん」、「ヴァンガードジェスチャーゲーム」などがある。
心理学
ヴァンガードのカードを使ったさまざまな心理テストを行うコーナー。
ヴァンガード占い
翌週の占いをクラン別にランキングする占いコーナー。

### 『ヴァンガードTV TRY』でのコーナー
超激突！TRY THE VANGUARD FIGHT
毎週、MCやゲストでヴァンガードファイトするコーナー（選ばれるのは毎週、くじ引きで決まる）。
ヴァンガード調査隊
ヴァンガード調査隊が『月刊ブシロード』の裏側を調査し、漫画に出演を目指すコーナー。
ドクター・オーの教えてVANG
ヴァンガードのテクニックな戦術などを解説するコーナー。
バディファイトニュース
当時アニメやトレーディングカードゲームで始動した『フューチャーカード バディファイト』の情報を届けるコーナー。

## 番組の歴史
2011年
- 5月21日 KBが3度目のボーナスチャレンジでカードゲーム界の女王に初勝利。
- 6月12日 地区大会の詳細（最多UVP者には7月18日のアキバ・スクエア東京地区決勝大会に出場）発表。橘田が欠席（森嶋は「5月21日放送分のボーナスチャレンジでKBに負けたのが悔しかったため武者修行の旅に出た」と説明[注 7]したため、代役に木谷が探偵衣装で登場し、ボーナスチャレンジにはキッダーニ男爵（キャッチフレーズは「カードゲーム界の男爵」）として登場（対戦相手はたくみ、結果は社長が辛勝）。
- 6月19日 橘田が欠席のため、引き続き木谷が登場。ボーナスチャレンジ（対戦相手はけんいち、結果はけんいちが勝利）終了後、森嶋からキッダーニ男爵は社長であることを明かした。
- 6月26日 キッダーニ男爵がボーナスチャレンジにまた登場。けんいちが2週連続で勝利し、10UVP獲得で東京地区決勝大会進出が決定。

## その他
- DAIGO出演CMのブシロード「ヴァンガード 全国大会決勝戦」編には対戦相手役のけんいちが登場している。その縁か東京地区決勝に進出したけんいちに対し応援の手紙を送っている。

## スタッフ
- 企画 - 木谷高明
- 構成 - 伊東雅司→矢澤和重、櫻井たつし
- 技術 - 谷口敦俊
- 効果 - 宮田博、宮下博国
- 編集 - 川敦政
- MA - 横田良孝
- スーパーバイザー - 朝倉千絵美、植木達也→大河内卓哉、後藤芙佑子、平川友香理
- 協力 - ブシロード、東通
- ディレクター - 二葉淳、高橋啓太郎
- AP - 冨沢直子
- 番組宣伝 - 野口かず美（テレビ東京）→服田康宏（テレビ愛知）→石原裕也（テレビ東京）
- 番組担当 - 奈良初男（テレビ東京）→鈴木勇人（テレビ愛知）→細谷伸之（テレビ東京）
- プロデューサー・演出 - 和泉大樹
- 制作プロデューサー - 百武健之（T・ZONE）、二瓶茂人（創通）
- 制作 - T・ZONE、創通

## 放送局
| 放送地域                 | 放送局         | 放送期間                       | 放送日時           | 放送系列              | 備考                    |
| ヴァンガードTV           | ヴァンガードTV | ヴァンガードTV                 | ヴァンガードTV     | ヴァンガードTV        | ヴァンガードTV          |
| ------------------------ | -------------- | ------------------------------ | ------------------ | --------------------- | ----------------------- |
| 日本全域                 | BSジャパン     | 2011年1月9日 - 9月25日         | 日曜 10:00 - 10:30 | テレビ東京系列 BS放送 |                         |
| ヴァンガードTV2          |                |                                |                    |                       |                         |
| 日本全域                 | BSジャパン     | 2012年4月7日 - 2013年3月30日   | 土曜 10:30 - 11:00 | テレビ東京系列 BS放送 |                         |
| ヴァンガードTV TRY       |                |                                |                    |                       |                         |
| 関東広域圏               | テレビ東京     | 2014年1月6日 - 3月31日         | 月曜 17:30 - 18:00 | テレビ東京系列        | 字幕放送 第13回まで放送 |
| 愛知県                   | テレビ愛知     | 2014年1月6日 - 3月31日         | 月曜 17:30 - 18:00 | テレビ東京系列        | 字幕放送 第13回まで放送 |
| 北海道                   | テレビ北海道   | 2014年1月6日 - 3月31日         | 月曜 17:30 - 18:00 | テレビ東京系列        | 字幕放送 第13回まで放送 |
| 大阪府                   | テレビ大阪     | 2014年1月6日 - 3月31日         | 月曜 17:30 - 18:00 | テレビ東京系列        | 字幕放送 第13回まで放送 |
| 岡山県・香川県           | テレビせとうち | 2014年1月6日 - 3月31日         | 月曜 17:30 - 18:00 | テレビ東京系列        | 字幕放送 第13回まで放送 |
| 福岡県                   | TVQ九州放送    | 2014年1月6日 - 3月31日         | 月曜 17:30 - 18:00 | テレビ東京系列        | 字幕放送 第13回まで放送 |
| 日本全域                 | BSジャパン     | 2014年1月11日 - 10月18日       | 土曜 10:30 - 11:00 | テレビ東京系列 BS放送 |                         |
| ヴァンガードスタジアム   |                |                                |                    |                       |                         |
| 日本全域                 | BSジャパン     | 2014年10月25日 - 2015年3月28日 | 土曜 10:30 - 11:00 | テレビ東京系列 BS放送 |                         |
| サタデーヴァンガード1030 |                |                                |                    |                       |                         |
| 日本全域                 | BSジャパン     | 2015年9月17日 - 2016年3月26日  | 土曜 10:30 - 11:00 | テレビ東京系列 BS放送 |                         |

| 放送地域            | 放送局              | 放送期間                      | 放送日時            | 放送系列              | 備考                                 |
| ヴァンガ道（第1期） | ヴァンガ道（第1期） | ヴァンガ道（第1期）           | ヴァンガ道（第1期） | ヴァンガ道（第1期）   | ヴァンガ道（第1期）                  |
| ------------------- | ------------------- | ----------------------------- | ------------------- | --------------------- | ------------------------------------ |
| 関東広域圏          | テレビ東京          | 2011年10月2日 - 2012年3月25日 | 日曜 10:00 - 10:30  | テレビ東京系列        | 番組担当局 字幕放送                  |
| 愛知県              | テレビ愛知          | 2011年10月2日 - 2012年3月25日 | 日曜 10:00 - 10:30  | テレビ東京系列        | 特番時の制作局 字幕放送              |
| 北海道              | テレビ北海道        | 2011年10月2日 - 2012年3月25日 | 日曜 10:00 - 10:30  | テレビ東京系列        | 同時ネット 字幕放送                  |
| 大阪府              | テレビ大阪          | 2011年10月2日 - 2012年3月25日 | 日曜 10:00 - 10:30  | テレビ東京系列        | 同時ネット 字幕放送                  |
| 岡山県・香川県      | テレビせとうち      | 2011年10月2日 - 2012年3月25日 | 日曜 10:00 - 10:30  | テレビ東京系列        | 同時ネット 字幕放送                  |
| 福岡県              | TVQ九州放送         | 2011年10月2日 - 2012年3月25日 | 日曜 10:00 - 10:30  | テレビ東京系列        | 同時ネット 字幕放送                  |
| ヴァンガ道（第2期） |                     |                               |                     |                       |                                      |
| 愛知県              | テレビ愛知          | 2013年4月6日 - 12月28日       | 土曜 8:00 - 8:30    | テレビ東京系列        | 番組担当局 字幕放送                  |
| 北海道              | テレビ北海道        | 2013年4月6日 - 12月28日       | 土曜 8:00 - 8:30    | テレビ東京系列        | 同時ネット 字幕放送                  |
| 関東広域圏          | テレビ東京          | 2013年4月6日 - 12月28日       | 土曜 8:00 - 8:30    | テレビ東京系列        | 同時ネット 字幕放送 リピート放送あり |
| 大阪府              | テレビ大阪          | 2013年4月6日 - 12月28日       | 土曜 8:00 - 8:30    | テレビ東京系列        | 同時ネット 字幕放送                  |
| 岡山県・香川県      | テレビせとうち      | 2013年4月6日 - 12月28日       | 土曜 8:00 - 8:30    | テレビ東京系列        | 同時ネット 字幕放送                  |
| 福岡県              | TVQ九州放送         | 2013年4月6日 - 12月28日       | 土曜 8:00 - 8:30    | テレビ東京系列        | 同時ネット 字幕放送                  |
| 日本全域            | BSジャパン          | 2013年4月6日 - 12月28日       | 土曜 10:30 - 11:00  | テレビ東京系列 BS放送 |                                      |

| 放送地域             | 放送局               | 放送期間                | 放送日時               | 放送系列              | 備考                 |
| ENJOY!ヴァンガろうTV | ENJOY!ヴァンガろうTV | ENJOY!ヴァンガろうTV    | ENJOY!ヴァンガろうTV   | ENJOY!ヴァンガろうTV  | ENJOY!ヴァンガろうTV |
| -------------------- | -------------------- | ----------------------- | ---------------------- | --------------------- | -------------------- |
| 愛知県               | テレビ愛知           | 2024年4月27日 - 6月29日 | 土曜 8:00 - 8:30       | テレビ東京系列        | 番組担当局 字幕放送  |
| 北海道               | テレビ北海道         | 2024年4月27日 - 6月29日 | 土曜 8:00 - 8:30       | テレビ東京系列        | 同時ネット 字幕放送  |
| 関東広域圏           | テレビ東京           | 2024年4月27日 - 6月29日 | 土曜 8:00 - 8:30       | テレビ東京系列        | 同時ネット 字幕放送  |
| 大阪府               | テレビ大阪           | 2024年4月27日 - 6月29日 | 土曜 8:00 - 8:30       | テレビ東京系列        | 同時ネット 字幕放送  |
| 岡山県・香川県       | テレビせとうち       | 2024年4月27日 - 6月29日 | 土曜 8:00 - 8:30       | テレビ東京系列        | 同時ネット 字幕放送  |
| 福岡県               | TVQ九州放送          | 2024年4月27日 - 6月29日 | 土曜 8:00 - 8:30       | テレビ東京系列        | 同時ネット 字幕放送  |
| 日本全域             | BS日テレ             | 2024年4月27日 - 6月29日 | 土曜 23:30 - 日曜 0:00 | 日本テレビ系列 BS放送 |                      |

## みにヴぁん
角川書店の『ケロケロエース』および『月刊ブシロード』連載の『みにヴぁん』がアニメ化され、第1期（全37話）が『ヴァンガ道』第2期内で、第2期（『みにヴぁん2』、全26話）が『サタデーヴァンガード1030』内で放送された。
ソフト化は第1期のみで、1巻はヴァンガードブースターパック第13弾、2巻はヴァンガードブースターパック第15弾に、それぞれ特典DVDとして収録されている。

### 登場人物
- 第1期
  - 爆散トゥメイトー（1、2、3、11、14、22、33、36話）、連撃のサザーランド（13話）、大いなる賢者バロン（25話） - 後藤ヒロキ
  - 騎士王アルフレッド（3話） - 稲田徹
  - CEOアマテラス（5、29話）、バトルシスター ここあ（5、27話） - 榎本温子
  - バトルシスター もか（5、27話）、回転する剣 キリエル（8話） - 石川静
  - バトルシスター しょこら（5、27話）、ふろうがる（27話） - 牧口真幸
  - 店長代理（7話） - 橘田いずみ
  - ヘイヨー・パイナッポー（11話） - 山口隆行
  - 従者レアス（13話） - 比嘉久美子
  - 断罪の騎士ボールス（29話） - 佐藤拓也
  - 沈黙の騎士ギャラティン（31話） - 杉山紀彰

- 第2期
  - CEOアマテラス（2、4、6、9、14、19、20、21、23、25話）、トップアイドルコーラル（11話） - 榎本温子
  - 爆・散・トゥメイトー（1、11話） - 後藤ヒロキ
  - 黒百合の銃士ヘルマン（11話） - 阿部敦
  - うぃんがる（7話） - 生天目仁美
  - カーネーションの銃士リクハルド（11話） - 石井マーク
  - ギャラティン（8話） - 赤羽根健治
  - トップアイドルフローレス（11話） - 長谷美希
  - トップアイドルリヴィエール（11話） - 前田玲奈
  - 店長代理（17話） - 橘田いずみ
  - セクレタリー・エンジェル（19話） - 愛美

### スタッフ
- 原作 - 『みにヴぁん』
- 作 - Quily（月刊ブシロード連載）　※2013年9月号（同年7月発行）までは角川書店『ケロケロエース』連載
- 監督 - 谷東
- キャラクターデザイン - 内山翠
- オープニング、エンディング - 大森清一郎（第1期）、石館愛（第2期）
- 背景制作 - 押谷沙樹（第1期）、白佐木和馬（第2期）
- 音響監督 - はたしょう二
- アニメーション協力 - ハートビット
- 制作スタジオ - DLE
- 制作 - みにヴぁん製作委員会（第1期）、みにヴぁん2製作委員会（第2期）

### 主題歌
エンディングテーマ「未来SKETCH!」（第1期）
作詞 - RUCCA / 作曲・編曲 - 菊田大介 / 歌 - ウルトラレア（レッカ：南條愛乃、コーリン：三森すずこ、スイコ：寺川愛美）
エンディングテーマ「フレンズ」（第2期）
作詞・作曲 - 宮崎まゆ（SUPA LOVE） / 歌 - ラミーラビリンス（アム：愛美、ルーナ：工藤晴香）

### 各話リスト
サブタイトルは一部エピソードのみ付けられている。
| 話数   | サブタイトル                                                         | 脚本                   | 演出                           | 作画監督 | 作画 | 放送日         |
| 第1期  | 第1期                                                                | 第1期                  | 第1期                          | 第1期    | 第1期 | 第1期          |
| ------ | -------------------------------------------------------------------- | ---------------------- | ------------------------------ | -------- | --- | -------------- |
| 第1話  | カードファイト百面相                                                 | 谷東                   | -                              | -        | 國領恵実香 藤岡早苗 | 2013年 4月6日  |
| 第2話  | -                                                                    | 谷東 森正伸            | -                              | -        | 國領恵実香 藤岡早苗 | 4月13日        |
| 第3話  | イエス・マイ・ヴァンガード                                           | 谷東 中野守            | -                              | -        | 大宮一仁、國領恵実香 藤岡早苗、小高琴                                                                                                  | 4月20日        |
| 第4話  | -                                                                    | 谷東 中野守            | -                              | -        | 大宮一仁、國領恵実香 藤岡早苗 | 4月27日        |
| 第5話  | -                                                                    | 谷東 中野守 三好昭央   | -                              | -        | 大宮一仁 藤岡早苗 | 5月4日         |
| 第6話  | -                                                                    | 谷東 中野守            | -                              | -        | 大宮一仁 | 5月11日        |
| 第7話  | -                                                                    | 谷東 中野守            | -                              | -        | 芳賀風花 | 5月18日        |
| 第8話  | いっしょに行こうよ                                                   | 谷東 三好昭央          | -                              | -        | 高道真樹子、大宮一仁 國領恵実香、藤岡早苗                                                                                              | 5月25日        |
| 第9話  | 日課だもんで                                                         | 谷東 三好昭央          | -                              | -        | 大宮一仁 | 6月1日         |
| 第10話 | ヤツの正体                                                           | 谷東                   | -                              | -        | 大宮一仁 | 6月8日         |
| 第11話 | -                                                                    | 中野守 三好昭央 森正伸 | 篠原由佳里                     | 内山翠   | - | 6月15日        |
| 第12話 | -                                                                    | 谷東 中野守            | 篠原由佳里                     | 内山翠   | 大宮一仁 | 6月22日        |
| 第13話 | -                                                                    | 谷東 中野守            | 篠原由佳里                     | 内山翠   | 鈴木隆輔、國領恵実香 高道真樹子 山本雄三（キャラクション） フジツカ                                                                    | 6月29日        |
| 第14話 | 超不機嫌                                                             | 谷東                   | -                              | 内山翠   | 鈴木隆輔、國領恵実香 宮川珠美、高道真樹子 山本雄三（キャラクション）                                                                   | 7月6日         |
| 第15話 | -                                                                    | 谷東 森正伸 中野守     | 篠原由佳里                     | 内山翠   | 山本雄三（キャラクション） 甲元隆則（RON2STUDIO） 山田美伸（RON2STUDIO） 安部柊子（RON2STUDIO） フジツカ                               | 7月13日        |
| 第16話 | -                                                                    | 三好昭央               | -                              | 内山翠   | 國領恵実香、高道真樹子 山本雄三（キャラクション） 甲元隆則（RON2STUDIO） 山田美伸（RON2STUDIO） 安部柊子（RON2STUDIO） フジツカ        | 7月20日        |
| 第17話 | -                                                                    | 中野守                 | 赤井宏次                       | 内山翠   | 山本雄三（キャラクション） 甲元隆則（RON2STUDIO） 山田美伸（RON2STUDIO） 安部柊子（RON2STUDIO）                                        | 7月27日        |
| 第18話 | 暑い日                                                               | 中野守                 | 篠原由佳里 國領恵実香          | 内山翠   | 山本雄三（キャラクション） 甲元隆則（RON2STUDIO） 山田美伸（RON2STUDIO） 安部柊子（RON2STUDIO）                                        | 8月3日         |
| 第19話 | -                                                                    | 三好昭央 中野守        | 篠原由佳里                     | 内山翠   | 山本雄三（キャラクション） 甲元隆則（RON2STUDIO） 山田美伸（RON2STUDIO） 安部柊子（RON2STUDIO）                                        | 8月10日        |
| 第20話 | -                                                                    | 谷東                   | -                              | 内山翠   | 鈴木隆輔 山本雄三（キャラクション） 甲元隆則（RON2STUDIO） 山田美伸（RON2STUDIO） 安部柊子（RON2STUDIO）                               | 8月17日        |
| 第21話 | -                                                                    | 篠原由佳里 中野守      | 篠原由佳里                     | 内山翠   | 宮川珠美 山本雄三（キャラクション） 甲元隆則（RON2STUDIO） 山田美伸（RON2STUDIO） 安部柊子（RON2STUDIO）                               | 8月24日        |
| 第22話 | -                                                                    | 谷東 三好昭央          | 篠原由佳里 國領恵実香 赤井宏次 | 内山翠   | 大宮一仁、宮川珠美 高道真樹子 | 8月31日        |
| 第23話 | -                                                                    | 三好昭央 中野守        | -                              | 内山翠   | 鈴木隆輔 宮川珠美 | 9月7日         |
| 第24話 | -                                                                    | 中野守                 | 篠原由佳里                     | 内山翠   | 宮川珠美 山本雄三（キャラクション） 甲元隆則（RON2STUDIO） 山田美伸（RON2STUDIO） 安部柊子（RON2STUDIO）                               | 9月14日        |
| 第25話 | -                                                                    | 中野守                 | 赤井宏次                       | 内山翠   | 宮川珠美 山本雄三（キャラクション） 久海夏輝、神埼隼                                                                                   | 9月21日        |
| 第26話 | -                                                                    | 中野守                 | -                              | 内山翠   | 山脇光太郎 宮川珠美 | 9月28日        |
| 第27話 | -                                                                    | 芳賀風花 中野守        | 篠原由佳里                     | 内山翠   | 宮川珠美 山本雄三（キャラクション） 神埼隼 甲元隆則（RON2STUDIO） 山田美伸（RON2STUDIO） 安部柊子（RON2STUDIO） 見谷泰道（京風とまと） | 10月5日        |
| 第28話 | -                                                                    | 三好昭央 中野守        | -                              | 内山翠   | 鈴木隆輔 宮川珠美 | 10月12日       |
| 第29話 | -                                                                    | 三好昭央               | 篠原由佳里                     | 内山翠   | 鈴木隆輔、宮川珠美 小高琴 | 10月19日       |
| 第30話 | -                                                                    | 中野守                 | -                              | 内山翠   | 鈴木隆輔、宮川珠美 小高琴 | 10月26日       |
| 第31話 | -                                                                    | 三好昭央 中野守        | -                              | 内山翠   | 鈴木隆輔、斎藤晃弘 高道真樹子、宮川珠美 小高琴                                                                                         | 11月2日        |
| 第32話 | てへ                                                                 | 三好昭央 中野守        | -                              | 内山翠   | 高道真樹子、宮川珠美 宮崎麻美、小高琴                                                                                                  | 11月9日        |
| 第33話 | -                                                                    | 谷東                   | 赤井宏次                       | 内山翠   | 宮川珠美 | 11月16日       |
| 第34話 | -                                                                    | 谷東                   | -                              | 内山翠   | 國領恵実香、宮川珠美 宮崎麻美、堀内小百合 小高琴                                                                                       | 11月23日       |
| 第35話 | -                                                                    | 中野守                 | -                              | 内山翠   | 鈴木隆輔、國領恵実香 高道真樹子、宮川珠美 宮崎麻美                                                                                     | 11月30日       |
| 第36話 | -                                                                    | 篠原由佳里             | 篠原由佳里                     | 内山翠   | 國領恵実香 宮川珠美 | 12月7日        |
| 第37話 | -                                                                    | 谷東                   | 内山翠                         | 内山翠   | 鈴木隆輔、斎藤晃弘 西山司、國領恵実香 宮川珠美                                                                                         | 12月14日       |
| 第2期  |                                                                      |                        |                                |          | |                |
| 第1話  | 痕跡                                                                 | 谷東                   | 西山司                         | 内山翠   | 西山司、出口和人 石館愛、山口直斗 | 2015年 10月3日 |
| 第2話  | 仁義なき配送                                                         | 谷東 野々村友紀子      | 西山司                         | 内山翠   | 西山司、出口和人 石館愛、山口直斗 | 10月10日       |
| 第3話  |                                                                      |                        | 西山司                         | 内山翠   | | 10月17日       |
| 第4話  | -                                                                    | 谷東                   | 西山司                         | 内山翠   | 西山司、出口和人 石館愛、山口直斗 | 10月24日       |
| 第5話  | -                                                                    | 谷東 中野守            | 西山司                         | 内山翠   | 西山司、出口和人 石館愛、山口直斗 | 10月31日       |
| 第6話  | 仁義なき配送 クールでひえひえ死闘篇                                  | 野々村友紀子           | 西山司                         | 内山翠   | 西山司、出口和人 石館愛 | 11月7日        |
| 第7話  | RPG                                                                  | 谷東 三好昭央          | 西山司                         | 内山翠   | 西山司、出口和人 石館愛、宮川珠美 | 11月14日       |
| 第8話  | 続・みにヴぁん宇宙戦争                                               | 中野守                 | 西山司                         | 内山翠   | 西山司、出口和人 石館愛 | 11月21日       |
| 第9話  | タイムスリップ・ヴァンガード 石器時代篇                              | 谷東 中野守            | 西山司                         | 内山翠   | 西山司、出口和人 石館愛、高道麻樹子 宮川珠美                                                                                           | 11月28日       |
| 第10話 | 新しい仲間                                                           | 谷東                   | 西山司                         | 内山翠   | 西山司、出口和人 石館愛 | 12月5日        |
| 第11話 | 仁義なき合コン                                                       | 中野守                 | 西山司                         | 内山翠   | 西山司、出口和人 石館愛、高道麻樹子 宮川珠美、丸谷真美子                                                                               | 12月12日       |
| 第12話 | 仁義なき配送 ドライブ ア ゴーゴー篇 （仁義なき配送#3）               | 野々村友紀子           | 西山司                         | 内山翠   | 西山司、出口和人 石館愛、高道麻樹子 丸谷真美子                                                                                         | 12月19日       |
| 第13話 | サンタ襲来!!!                                                        | 谷東 三好昭央          | 西山司                         | 内山翠   | 西山司、出口和人 石館愛、丸谷真美子 | 12月26日       |
| 第14話 | タイムスリップ・ヴァンガード ファラオの呪い編                        | 谷東 三好昭央          | 西山司                         | 内山翠   | 西山司、出口和人 石館愛 | 2016年 1月2日  |
| 第15話 | 落語 櫂編                                                            | 三好昭央               | 西山司                         | 内山翠   | 西山司、出口和人 石館愛 | 1月9日         |
| 第16話 | 西部劇 続々編                                                        | 中野守                 | 西山司                         | 内山翠   | 西山司、出口和人 石館愛 | 1月16日        |
| 第17話 | 店長代理のパン屋さん続編                                             | 芳賀風花               | 西山司                         | 内山翠   | 西山司、出口和人 石館愛 | 1月23日        |
| 第18話 | ナオキとセーラー服                                                   | 谷東                   | 西山司                         | 内山翠   | 西山司、出口和人 石館愛 | 1月30日        |
| 第19話 | 仁義なき配送 ウルフ・オブ・キャピタルストローク編 （仁義なき配送#4） | 野々村友紀子           | 西山司                         | 内山翠   | 西山司、出口和人 石館愛 | 2月6日         |
| 第20話 | タイムスリップ・ヴァンガード 未来編                                  | 三好昭央               | 西山司                         | 内山翠   | 西山司、出口和人 石館愛 | 2月13日        |
| 第21話 | アマテラスのSNS 目つきがアレな2人                                    | 中野守 野々村友紀子    | 西山司                         | 内山翠   | 西山司、出口和人 石館愛 | 2月20日        |
| 第22話 | みにヴぁん女子会                                                     | 三好昭央 谷東          | 西山司                         | 内山翠   | 西山司、出口和人 石館愛 | 2月27日        |
| 第23話 | 人生とゲーム                                                         | 谷東                   | 西山司                         | 内山翠   | 西山司、出口和人 石館愛 | 3月5日         |
| 第24話 | みにヴぁんクッキング♪                                                | 中野守 野々村友紀子    | 西山司                         | 内山翠   | 西山司、出口和人 石館愛 | 3月12日        |
| 第25話 | 仁義なき配送 終幕                                                    | 野々村友紀子           | 西山司                         | 内山翠   | 西山司、出口和人 石館愛、山口直斗 | 3月19日        |
| 第26話 | BBQ                                                                  | 谷東                   | 西山司                         | 内山翠   | 西山司、出口和人 石館愛 | 3月26日        |